# Blepharoa chionidia
Blepharoa chionidia är en fjärilsart som beskrevs av Butler 1882. Blepharoa chionidia ingår i släktet Blepharoa och familjen nattflyn. Inga underarter finns listade i Catalogue of Life.